# Colons turcs dans le nord de Chypre

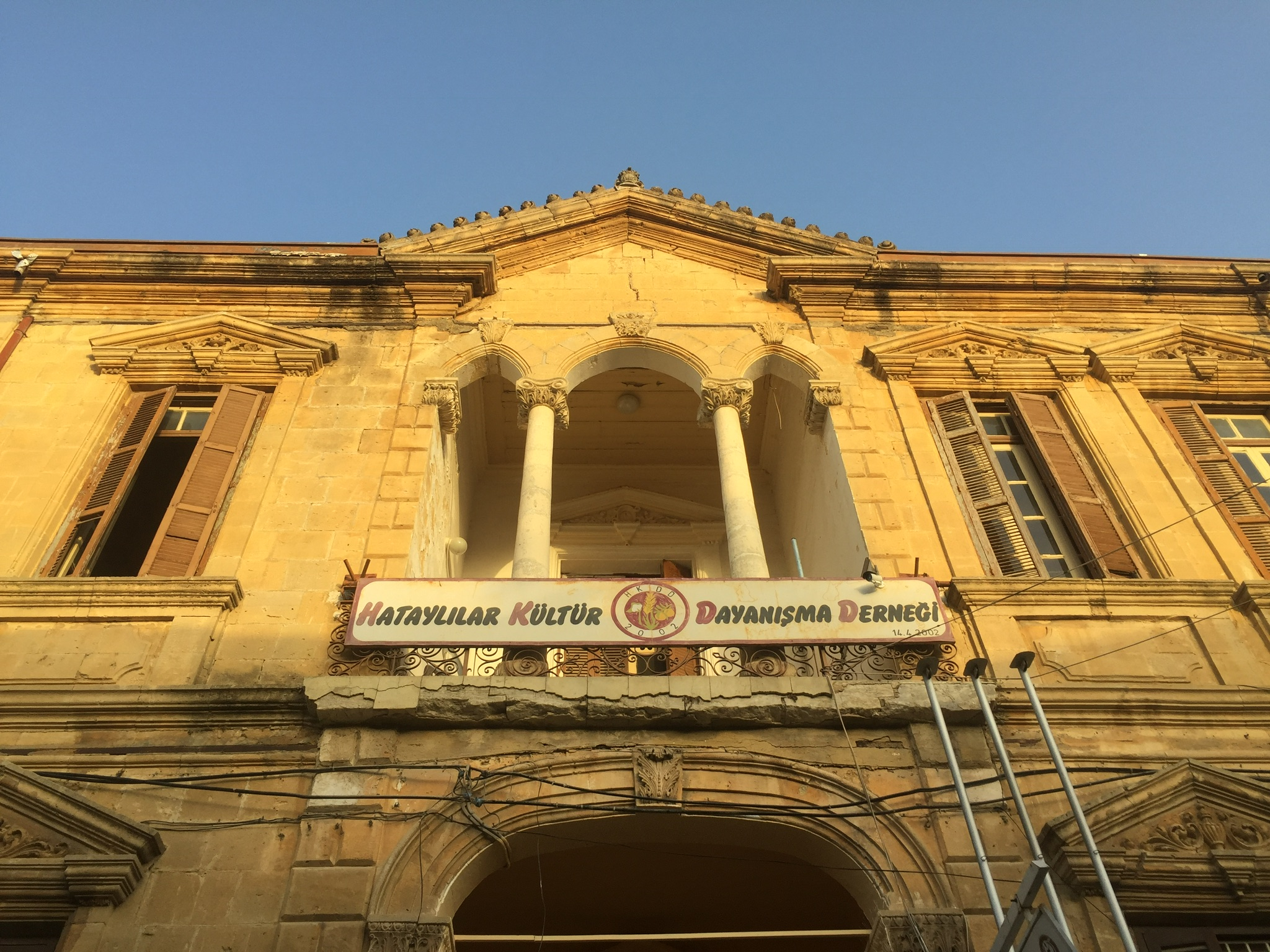
Le siège de l'Association pour la culture et la solidarité de ceux de Hatay, à Nicosie en 2017.

Les colons turcs (turc chypriote : Türkiyeliler, « ceux de Turquie »), également appelés immigrants turcs (turc : Türkiyeli göçmenler), sont un groupe de Turcs de Turquie qui se sont installés dans le Nord de Chypre depuis l'invasion turque de Chypre en 1974. On estime que ces colons et leurs descendants (à l'exclusion des soldats turcs) représentent désormais environ la moitié de la population du Nord de Chypre. La grande majorité des colons turcs ont reçu des maisons et des terres appartenant légalement aux Chypriotes grecs par le gouvernement du Nord de Chypre, qui est uniquement reconnu par la Turquie. Le groupe est hétérogène par nature et se compose de divers sous-groupes, avec des degrés d'intégration variés. Les Turcs du continent sont généralement considérés comme plus conservateurs que les Chypriotes turcs hautement laïcisés,, et tendent à être plus favorables à une Chypre à deux États. Cependant, tous les colons ne soutiennent pas les politiques nationalistes.

## Histoire

### Contexte
Une préoccupation concernant la population relativement petite et en déclin des Chypriotes turcs existe parmi la direction chypriote turque avant l'invasion de 1974. Les Chypriotes turcs migrent de l'île pendant toute la période britannique, certains se rendant en Turquie en raison de l'encouragement actif de la nouvelle république de Turquie dans les années 1920, d'autres fuyant les difficultés économiques et les conflits vers d'autres pays dans les décennies suivantes. En 1967, Rauf Denktaş note qu'il est nécessaire d'encourager les Chypriotes turcs vivant maintenant en Turquie à revenir à Chypre, afin de maintenir « l'équilibre de la population ».
L'État turc effectue auparavant des transferts massifs de population, notamment lors de l'échange de population avec la Grèce dans les années 1920 et les déportations des Kurdes dans les années 1930. Dans les années 1970, la Turquie connaît une violence politique croissante et des difficultés économiques, aggravées par un chômage élevé et un afflux dans les villes. En particulier, il y a une diminution de la demande de main-d'œuvre agricole en raison de la mécanisation croissante, contrastant avec la forte demande soudaine de main-d'œuvre agricole à Chypre en 1974.

### Dépeuplement du nord et premières tentatives de réinstallation
Le conflit en 1974 provoque un déplacement significatif de la population chypriote. Les Chypriotes grecs fuient du nord au sud, et les Chypriotes turcs fuient dans la direction opposée pendant le conflit. Un certain nombre de personnes des deux communautés restent de l'autre côté de la ligne de division, mais la grande majorité de ces personnes finissent par se déplacer de force ou volontairement, notamment après le troisième accord de Vienne signé en août 1975. Ce mouvement de population entraîne le dépeuplement de la partie nord de l'île. Il n'existe pas de recensements fiables effectués immédiatement après la guerre, mais selon une estimation, la population du nord diminue de 234 000 à 70 000, dont 20 000 sont des Chypriotes grecs restant dans la région. Finalement, à la fin de 1975, environ 180 000 Chypriotes grecs se déplacent vers le sud et 60 000 Chypriotes turcs se déplacent vers le nord, entraînant un déficit de population de 120 000 personnes. En particulier, la péninsule de Karpas devient presque entièrement dépeuplée.
Ce dépeuplement entraîne un abandon des maisons et des communautés entières, et une vaste quantité de terres agricoles et de vergers sont abandonnées. Le problème le plus aigu concerne les 125 000 dönüms de vergers d'agrumes dans le nord, laissés principalement par les Chypriotes grecs, qui produiront des fruits à l'automne 1974. Comme mesure temporaire, le gouvernement turc annonce le 9 septembre 1974 que 5 000 travailleurs saisonniers seront envoyés de Turquie pour aider à la récolte. Ces travailleurs proviennent de régions productrices d'agrumes de Turquie telles que la Antalya et la Mersin, et environ la moitié retournent en Turquie à la fin de la saison agricole.
En attendant, les autorités chypriotes turques lancent une campagne largement infructueuse pour persuader les Chypriotes turcs à l'étranger de revenir dans leur patrie. İsmet Kotak, le ministre des Travaux publics et du Réinstallation, est chargé de gérer la campagne. Il organise des annonces dans les journaux turcs avec des invitations aux Chypriotes turcs en Turquie et se rend en Turquie en 1975 pour lancer personnellement un appel à la télévision turque. Il y a une réponse très limitée à cela, car de nombreux Chypriotes turcs sont déjà pleinement intégrés en Turquie. Les Chypriotes turcs au Royaume-Uni et en Australie sont également ciblés, mais seulement environ 600 à 700 familles finissent par se réinstaller depuis le Royaume-Uni.
Selon Hatay, le premier groupe de colons arrive sur l'île en février 1975 ; une colonisation intensive continue jusqu'en 1977. Ces agriculteurs proviennent de diverses régions de Turquie, notamment la région de la mer Noire (Trabzon, Çarşamba, Samsun), la région méditerranéenne (Antalya, Adana, Mersin) et la région de l'Anatolie centrale (Konya). En février 1975, le nombre de "travailleurs" de Turquie sur l'île est de 910.

### Accord sur la main-d'œuvre agricole et colonisation organisée
La politique de colonisation des agriculteurs est conduite selon les lignes de l'Accord sur la main-d'œuvre agricole signé par le État fédéré turc de Chypre (TFSC) et la Turquie en 1975. L'accord est fortement soutenu par l'administration de Rauf Denktaş. Par exemple, lors de son processus de ratification à l'Assemblée chypriote turque, Raşit Ahmet Raşit, un député, plaide que le transfert de population ne doit pas être précipité car il existe des différences culturelles entre la Turquie et Chypre, à quoi Denktaş rétorque « Nous avons besoin d'une population de 200 000 dès que possible ! ». Les consulats du TFSC en Turquie sont activement impliqués dans l'organisation du transfert de cette population ; des annonces à la radio et par les muhtars dans les villages appellent les agriculteurs intéressés par le déménagement à Chypre à postuler auprès des consulats. De nombreux agriculteurs qui déménagent à Chypre viennent de régions de Turquie aux conditions de vie difficiles ou doivent être déplacés. C'est le cas du village de Kayalar, où des personnes du district turc de la mer Noire de Çarşamba sont déplacées. Ces personnes sont déplacées en raison de l'inondation de leur village par un barrage construit et ont le choix entre déménager à Chypre et d'autres régions en Turquie ; certains choisissent Chypre. Christos Ioannides soutient que ces personnes n'ont pas de motivations politiques pour ce choix ; des entretiens avec certains ont indiqué que certains ne connaissaient pas l'emplacement de Chypre avant d'y déménager.
Après l'approbation des candidatures des colons potentiels, ils sont transportés au port de Mersin dans des bus spécialement arrangés par l'État. Ils quittent la Turquie avec des passeports, un pour chaque famille, puis prennent le ferry pour traverser la mer Méditerranée jusqu'à Chypre. Une fois arrivés à Famagouste, ils sont initialement logés brièvement dans des auberges ou des écoles vides, puis transférés dans les villages chypriotes grecs, qui sont leurs destinations de colonisation. Les familles se voient attribuer des maisons par tirage au sort.
Les documents de ces colons sont initialement établis de manière qu'ils apparaissent comme des Chypriotes turcs revenant dans leur patrie, pour éviter les accusations de violation de la Convention de Genève. Une fois les colons arrivés, les officiers chypriotes turcs les rassemblent dans le café du village, recueillent leurs informations personnelles, et les colons se voient attribuer le village chypriote turc le plus proche de leur lieu de résidence comme lieu de naissance sur leurs cartes d'identité spéciales qui sont ensuite produites. Par exemple, un certain nombre de colons dans la péninsule de Karpas ont le village chypriote turc de Mehmetçik comme lieu de naissance. Lorsqu'on lui demande à propos de la politique de colonisation, İsmet Kotak, le ministre du Travail, de la Réhabilitation et des Affaires sociales du TFSC, déclare que ce qui se passe est un retour intense, légitime et légal des Chypriotes turcs qui ont été forcés de quitter l'île. Cependant, ces cartes d'identité spéciales ne s'avèrent pas efficaces pour atteindre leur objectif et des cartes d'identité du TFSC indiquant le véritable lieu de naissance des colons sont émises.

## Démographie

### Sous-groupes
Les Turcs du continent à Chypre du Nord se divisent en deux groupes principaux : les citoyens et les résidents non-citoyens. Parmi les citoyens, certains arrivent sur l'île dans le cadre d'une politique de colonisation menée par les autorités turques et chypriotes turques, certains migrent d'eux-mêmes et certains naissent sur l'île de parents des deux groupes. Mete Hatay soutient que seul le premier groupe a "de bonnes raisons d'être appelé colons".
Les sous-groupes mentionnés se composent de plusieurs catégories. Le premier groupe, les citoyens, peut être différencié en travailleurs qualifiés et employés de bureau, soldats turcs et leurs proches familles, agriculteurs installés à Chypre et migrants individuels. Les non-citoyens peuvent être divisés en étudiants et personnel académique, touristes, travailleurs avec permis et travailleurs illégitimes sans permis. Les agriculteurs installés de Turquie entre 1975 et 1977 constituent la majorité de la population de colons.

### «Guerre des chiffres»
Le troisième recensement officiel de Chypre du Nord est réalisé en 2011, sous les auspices d'observateurs de l'ONU. Il renvoie une population totale de 294 906. Ces résultats sont contestés par certains partis politiques, syndicats et journaux locaux. Le gouvernement est accusé de sous-estimer délibérément la population lors du recensement, après avoir apparemment donné une estimation de 700 000 avant le recensement, afin de demander une aide financière à la Turquie,,. Une source affirme que la population dans le nord atteint 500 000, répartie entre 50 % de Chypriotes turcs et 50 % de colons turcs ou d'enfants nés de ces colons. Le chercheur Mete Hatay écrit que ces rapports sont "sauvagement spéculatifs" et sont repris par les partis d'opposition à des fins politiques, ce qui entraîne des rapports dans le sud. Ces rapports n'ont jamais été scrupuleusement examinés scientifiquement ou statistiquement, malgré les opportunités des partis d'opposition de le faire en utilisant les listes électorales en leur possession, continuant ainsi une "guerre des chiffres".

## Politique

### Représentation politique
Malgré l'hypothèse courante selon laquelle les colons ont contribué à maintenir le Parti de l'unité nationale (UBP) au pouvoir pendant des décennies et à leurs victoires électorales consécutives, cela est incorrect, car entre 1976 et 1993, l'UBP reçoit plus de votes dans les villages autochtones que dans les villages de colons. Ces tendances sont déterminées par l'analyse des votes dans plusieurs villages autochtones et de colons par le politologue Mete Hatay. Il y a un mouvement politique basé sur la représentation de ce qu'ils considèrent comme les intérêts des colons ; cette ligne politique comprend le Nouveau Parti de l'Aube (YDP) et le Parti de l'Union turque (TBP). La majorité des votes dans les villages de colons se divise entre ces partis de colons et l'opposition chypriote turque traditionnelle, y compris le Parti de la libération communale (TKP) et le Parti républicain turc (CTP). Entre 1992, date de sa fondation, et l'élection de 2003, qui représente un changement par rapport à cela, le Parti démocratique (DP) reçoit la majorité des votes de l'opposition des colons. Pendant ce temps, entre 1990 et 2003, l'UBP maintient une part de vote moyenne d'environ 40 % dans les villages de colons, mais cela est toujours moins que le soutien qu'il reçoit dans les zones rurales habitées par les Chypriotes turcs autochtones. L'UBP ne reçoit plus de soutien dans les villages de colons qu'en 1993 et après 2003, lorsqu'il perd le pouvoir. De plus, malgré l'hypothèse courante selon laquelle les colons avancent les intérêts politiques de la Turquie, les colons votent parfois contre la ligne soutenue par la Turquie, notamment en 1990 contre l'UBP soutenu par la Turquie et Rauf Denktaş et en 2004 contre le plan Annan pour Chypre.

### Questions juridiques
La présence de colons sur l'île est l'un des problèmes les plus épineux et controversés dans les négociations en cours pour réunifier Chypre. Leur arrivée à partir de 1974, un processus encouragé à la fois par la Turquie et les autorités chypriotes turques de l'époque, est considérée par certains comme un exemple contemporain de colonialisme de peuplement. La position de la république de Chypre, reconnue internationalement et dirigée par des Chypriotes grecs, et de la Grèce, soutenue par les résolutions de l'ONU, est que le programme de colonisation est totalement illégal en vertu du droit international, car il viole la quatrième convention de Genève (qui interdit à une puissance occupante de transférer volontairement sa propre population dans la zone occupée) et constitue un crime de guerre. La république de Chypre et la Grèce exigent donc que les colons soient renvoyés en Turquie dans une éventuelle future solution au conflit chypriote ; l'une des principales raisons pour lesquelles les Chypriotes grecs rejettent massivement le plan Annan de 2004 est que le plan Annan permet aux colons de rester à Chypre et même de voter lors du référendum pour la solution proposée. La république de Chypre et la Grèce exigent donc qu'un futur règlement de la question chypriote inclue le retrait des colons, ou du moins la majeure partie d'entre eux,.
De nombreux colons ont rompu leurs liens avec la Turquie, et leurs enfants considèrent Chypre comme leur patrie. Il y a des cas où des colons et leurs enfants retournant en Turquie font face à l'ostracisme dans leurs communautés d'origine. Ainsi, selon l'Encyclopédie des droits de l'homme, beaucoup soutiennent que les colons ne peuvent pas être expulsés de force de l'île ; de plus, la plupart des observateurs pensent qu'un règlement global futur de la question chypriote doit « équilibrer la légalité générale du programme de colonisation avec les droits humains des colons ».